# Brachys marialicae
Brachys marialicae es una especie de escarabajo barrenador metálico del género Brachys, categorizada en la tribu Trachyini, de la subfamilia Agrilinae.

## Taxonomía
Fue descrita científicamente por Cazier en 1951.
Tratamiento taxonómico
La especie aparece registrada y publicada en The Buprestidae of North Central Mexico (Coleoptera). American Museum Novitates 1526:1-56. (1951).